# Triángulo de oro (India)
El triángulo dorado de la India es un circuito turístico que conecta la capital nacional Delhi, Agra y Jaipur, la capital del estado del Rayastán. El Triángulo Dorado se llama así debido a la forma triangular formada por las ubicaciones de Nueva Delhi, Agra y Rayastán en un mapa. Los viajes generalmente comienzan en Delhi y se trasladan al sur al sitio de Taj Mahal en Agra, luego al oeste, a Jaipur, conocida popularmente como la ciudad rosa, y los paisajes desérticos de Rajasthan, como el Desierto de Thar. Normalmente es posible hacer el viaje en Autocar o en un viaje privado a través de la mayoría operadores turísticos. El Triángulo Dorado es ahora una ruta muy transitada que proporciona un buen espectro de los diferentes paisajes del país. El circuito es de aproximadamente 720 km por carretera. Cada tramo es de aproximadamente 4 a 6 horas de conducción. El tren expreso Shatabdi también conecta Delhi con Agra y Jaipur. Habitualmente esta ruta turística contempla otras ciudades del estado del Rajastán como Púshkar, Udaipur, Jodhpur y Jaisalmer.

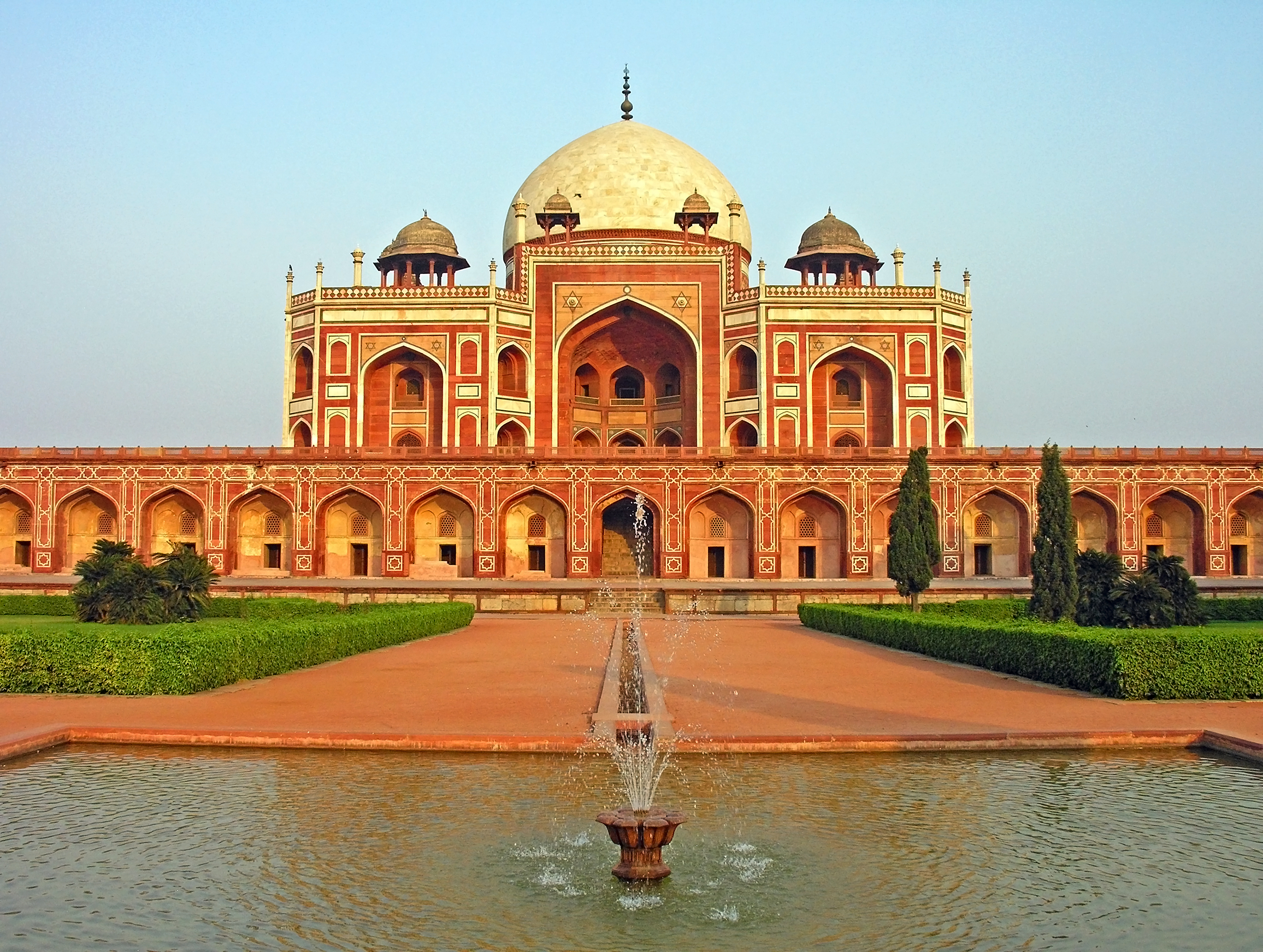
Tumba de Humayun in Delhi
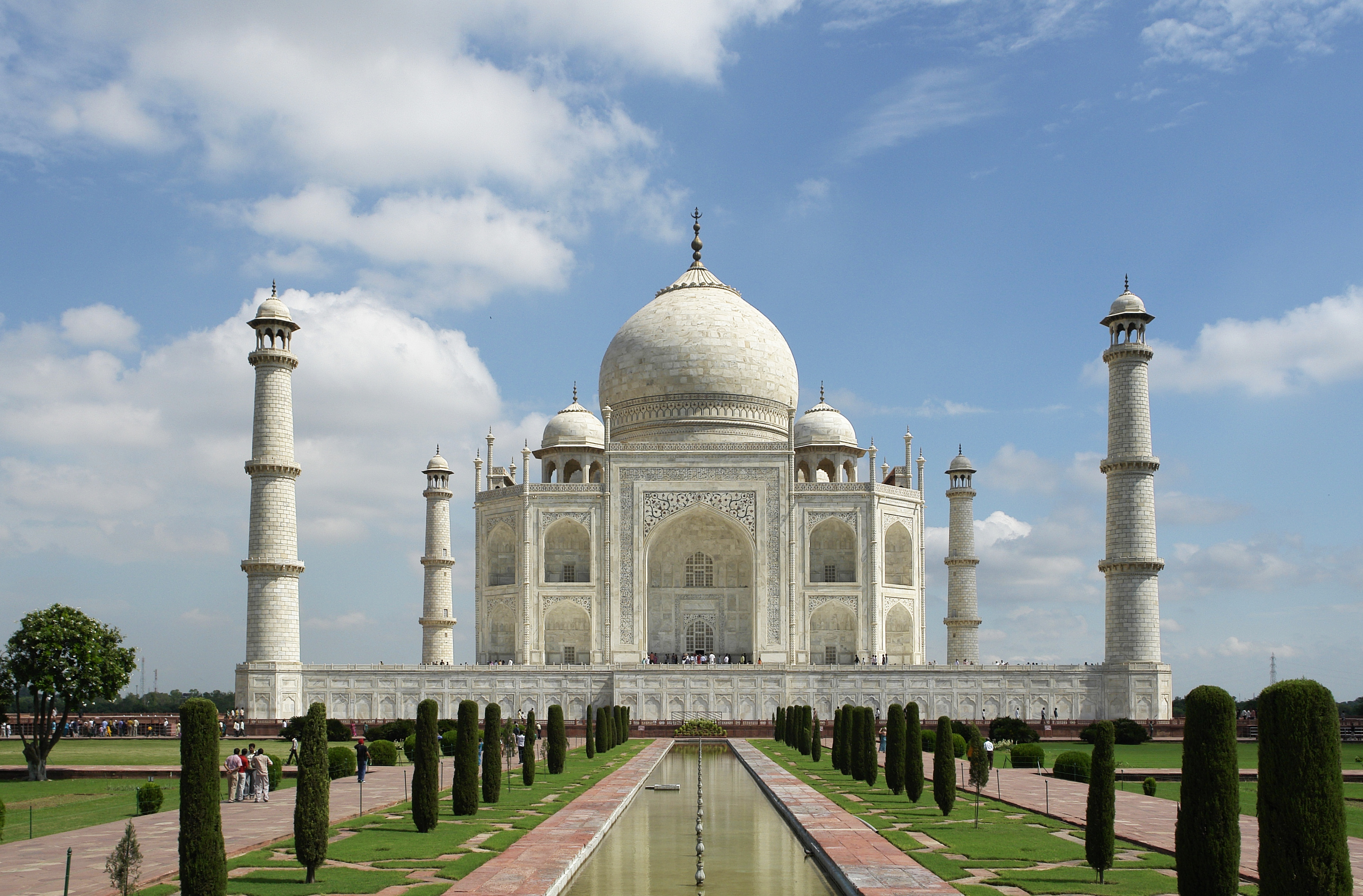
Taj Mahal in Agra
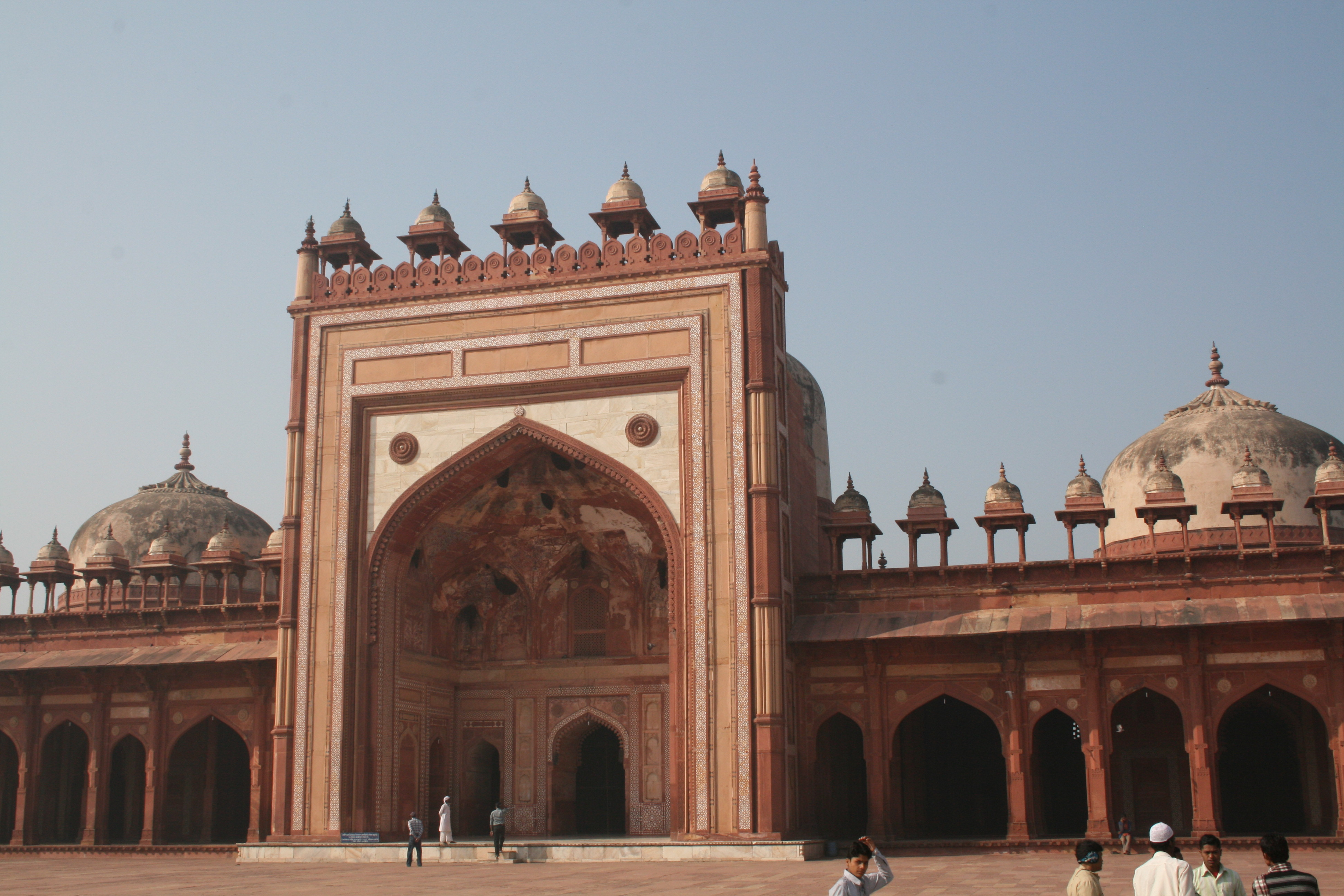
Mezquita Jama en Fatehpur Sikri (cerca de Agra)
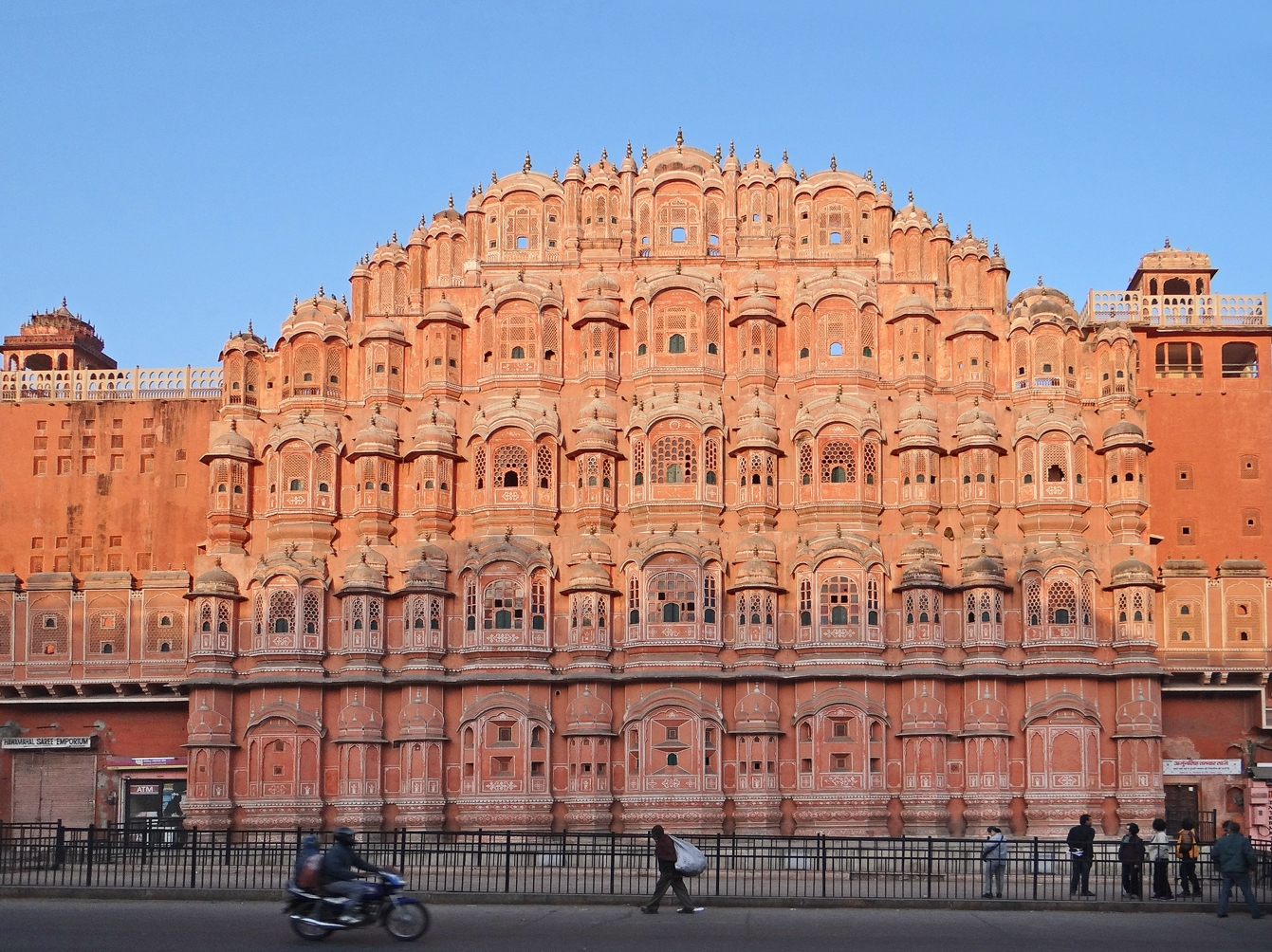
Hawa Mahal en Jaipur

## Ligas externas
- Visita Famoso ruta de Triangulo de oro
- Golden Triangle (India) by Road
- https://www.vivaindia.com/package/triangulo-de-oro-viaje-india/ [Itinerario del Triángulo Dorado India con guía]

- Datos: Q5579907